# Aloe ferox x speciosa
Aloe ferox x speciosa é uma espécie de liliopsida do gênero Aloe, pertencente à família Asphodelaceae.